# シウタ・ベリャ
シウタ・ベリャ （カタルーニャ語:Ciutat Vella）は、スペイン、バルセロナの行政区の1つ。1区に相当し、バルセロナ旧市街全体を含む。

## 地区
- アル・ゴティク
- アル・ラバル
- ラ・バルセロネータ
- サン・ペラ、サンタ・カタリーナ・イ・ラ・リベーラ

## みどころ
- カタルーニャ広場
- ランブラス通り
- ラ・ブカリーア
- シウタデリャ公園
- サンタ・エウラリア大聖堂
- レアル広場
- サンタ・マリア・ダル・マル教会
- グエル邸
- リセウ大劇場
- カタルーニャ音楽堂
- ジャナラリター庁舎
- バルセロナ市議会庁舎
- バルセロナ現代美術館